# Ajse Haszeki szultána
IV. Murád oszmán szultán első asszonya, és 3 gyermekének anyja.

## Élete
Ayşe 1614-ben született  egy nemesi család gyermekeként és 12 éves korában került a hárembe. Nagyon fiatalon, 1627-ben mindössze 13 évesen megszülte első gyermekét, aki a nagyapjáról az Ahmed nevet kapta. A következő gyermek Ismihan Kaya szultána volt, Murád leghíresebb lánya. A harmadik gyermeke az Aladdin herceg nevet kapta.
Gyermekei:
- Ahmed herceg (1627-1628/1639)
- Ismihan Kaya szultána ( 1633-1659)
- Aladdin herceg ( 1635-1637)

Legnagyobb vetélytársa Esma Haseki szultána volt, aki több pénzt kapott mint ő, és négy gyermeke volt (3 lány és egy fiú).
Ayse 1681-ben halt meg a Régi Palotába, túlélte az összes gyermekét.